# POLAS
POLAS (POLizeiAuskunftsSystem) ist ein Computer-Fahndungssystem der deutschen Polizei.

## Inbetriebnahme und Weiterentwicklung
Polas wurde von der Stadt Hamburg 1999 in Betrieb genommen. Im Sommer 2001 wurde das System erweitert, um es dem Einsatz in Hessen anzupassen. Beide Länder arbeiteten an der Weiterentwicklung des Systems zusammen. 2003 übernahm auch das Bundeskriminalamt das System und stellte es als INPOL-Land auch den Ländern Nordrhein-Westfalen, Bayern, Thüringen, Sachsen, Sachsen-Anhalt, Brandenburg, Saarland, Schleswig-Holstein, Bremen, Mecklenburg-Vorpommern, Baden-Württemberg und ebenso der Bundespolizei, der eigenen Verwaltung und dem Zollkriminalamt zur Verfügung.
POLAS bzw. INPOL-Land bietet weiterhin die Möglichkeit, Auskünfte aus dem Schengener Informationssystem (SIS) einzuholen sowie Direktanfragen an das Zentrale Verkehrsinformationssystem (ZEVIS) und an das Ausländerzentralregister (AZR) zu stellen.

## Daten im POLAS
POLAS erfasst:
- Nachname, Geburtsname, Vornamen, Spitzname, Geburtsort, Geburtsland, Staatsangehörigkeiten, Geschlecht
- Haftdaten (Aufnahmedatum, Entlassung, Dauer der Strafe etc.), kriminalaktenführende Dienststelle
- Personenbeschreibung (inkl. körperlicher Merkmale und besonderem Aussehen), die im Rahmen einer erkennungsdienstlichen Behandlung für Zwecke des Erkennungsdienstes erhoben werden durfte.
- Personengebundene Hinweise (gewalttätig, bewaffnet, BtM-Konsument, Konsument harter Drogen, Sexualtäter, geisteskrank, Fluchtgefahr, Ausbrecher, Straftäter rechts motiviert, Straftäter links motiviert, Straftäter politisch krimineller Ausländer, Gewalttäter Sport, Ansteckungsgefahr, wechselt häufig Aufenthaltsort, Dieb, Betrüger, Scheckkartenfälscher)
- Falldaten zu begangenen Straftaten, nach folgendem Muster:

```
gefährliche Körperverletzung von mehreren gemeinsam begangen

am 22.01.2007 in Berlin-Tempelhof
Das Verfahren wurde bei der Staatsanwaltschaft Berlin, Az. 11 Js 557/07, anhängig
Der Verfahrensausgang ist hier nicht bekannt.
```

```
Diebstahl aus Wohnung

am 02.07.2004 in Berlin-Kreuzberg
Das Verfahren wurde bei der Staatsanwaltschaft Berlin, Az. 14 Js 747/04, anhängig
Das Verfahren wurde gemäß § 153 Abs. 1 Satz 1 StPO 
eingestellt
.
```

Zu den Fällen gibt es die Fallansicht, in der die Fälle beschrieben sind.

## Leistungsfähigkeit
Das System steht rund um die Uhr als Intranet-Anwendung zur Verfügung. Das System ist so aktiv in die Polizeiarbeit eingebunden, dass laut eigenen Aussagen bundesweit innerhalb von 10 Sekunden bei einer Kennzeichenabfrage eines Fahrzeugs festgestellt werden kann, ob es zur Fahndung ausgeschrieben ist. Informationen dieser Art werden farblich hervorgehoben, ebenso ob Personen als gewalttätig eingestuft sind oder per Haftbefehl gesucht werden.

## Weiterentwicklung und Wartung
Das System wird ständig gepflegt und weiterentwickelt. Diese Aufgabe übernimmt das IPCC (INPOL-Land-POLAS-Competence-Center) unter Leitung der Kooperation Hamburg/Hessen/Baden-Württemberg/Brandenburg. Entwicklungen sind zum Beispiel: Mobile Computing für die Polizei, Kriminalstatistik, Schnittstelle zur Vorgangsbearbeitung, digitaler Erkennungsdienst-Arbeitsplatz, Schnittstellen auf externe Systeme z. B. AZR, ZEVIS, EWO (Einwohnermeldedatei) und FADA (Auskunftssysteme der Fahrzeughersteller).
Ein weiterer Meilenstein war 2004 das sogenannte CRIME (Criminal Research Investigation Management Software), eine Datenbank für die Bekämpfung der Schwerkriminalität, mit der sich komplexe Sachverhalte verwalten und Beziehungen darstellen lassen. CRIME ist gedacht für Behörden außerhalb der Polizei z. B. Steuerfahndung und Verfassungsschutz, um dem Trennungsgrundsatz Rechnung zu tragen. CRIME wird bevorzugt bei der Kriminalpolizei von Baden-Württemberg, neben ComVor, bei umfangreichen Ermittlungsverfahren eingesetzt.

## Technik
Das System ist ein hochverfügbares HP Metrocluster aus HP-Proliant-Servern der (HP 9000 N- und L-Klasse) mit HP-Surestore-Disk-Array-XP512-Datenspeichern, Alcatel Omniswitches, Brocade-SAN-Switches und einer NIS-Domäne (RPC-basiertes Client-/Server-System) und Nortel-Alteon-Loadbalancern.
Betriebssysteme/Software: HP-UX 11.0, SuSE Enterprise Server 7.0/8.0, Oracle 9i, Oracle Internet Application Server

## Rechtliche Grundlagen
Rechtsgrundlagen für den Einsatz von POLAS sind die Strafprozessordnung (StPO), das BKA-Gesetz (BKAG) und das Bundesdatenschutzgesetz (BDSG).